# Nome regale
Il nome regale è l'appellativo formale usato da alcuni papi e monarchi durante i loro regni. Sin dal Medioevo, molti monarchi hanno scelto di usare un nome diverso da quello di nascita quando sono saliti al trono.
Il nuovo nome (o talvolta quello di nascita confermato) è seguito da un numero ordinale per distinguere il sovrano da un omonimo che ha regnato in precedenza. Nel caso in cui lo stesso sovrano riunisca in sé i titoli di più Stati (unione personale), può assumere nomi regali diversi in ciascuno Stato.
In alcune parti dell'Asia, i sovrani danno il nome all'era in cui hanno regnato, come in Giappone. In alcuni Stati, i nomi regali hanno fatto riferimento ad un'intera dinastia di re omonimi, come nel caso dell'era georgiana che si riferisce ai vari Giorgio del casato di Hannover. Altri esempi del Regno Unito riguardano l'età vittoriana, riferita unicamente alla regina Vittoria (in cui l'appellativo vittoriano viene applicato anche al resto della società del tempo e, meno correttamente, alla sua presunta mentalità bigotta) e l'età edoardiana.

## Sovrani antichi
Sovrani di molti Stati antichi assumevano nomi del regno o nomi del trono diversi dal loro nome personale. È noto che questo avveniva, ad esempio, per parecchi re dell'Assiria, e sembra che accadesse anche per vari monarchi ittiti e del regno di Giuda. Nell'Antico Egitto, i faraoni assumevano una serie di nomi: il praenomen era quello più comunemente usato, occasionalmente in unione con il loro nome personale.

## Asia orientale
In alcune parti dell'Asia, è più una regola che un'eccezione il fatto che i monarchi assumano nomi aggiuntivi quando ascendono al trono, e abbastanza spesso sopprimono il nome con cui erano noti da principi. Spesso il nome assunto è diverso dal nome d'infanzia, e può essere preso un nuovo nome templare. Talvolta ad un monarca defunto viene accordato un nome postumo. Per dettagli sui nomi multipli assunti dai singoli monarchi est asiatici, vedi:
- Sovrani della Cina
- Imperatori del Giappone
- Sovrani del Vietnam
- Sovrani della Corea
- Sovrani della Mongolia
- Sovrani della Thailandia.

## Chiesa cattolica romana
Immediatamente dopo l'elezione di un nuovo papa e la sua accettazione della carica, il decano del collegio dei cardinali (cardinale protodiacono) gli rivolge la domanda, "Con quale nome sarai chiamato?". Il pontefice neoeletto sceglie quindi il nome con cui sarà conosciuto che viene detto nome pontificale. Il cardinale protodiacono appare allora sul balcone di San Pietro per annunciare al mondo l'uomo eletto papa e il nome con il quale sarà conosciuto durante il suo pontificato.
Durante i primi secoli della Chiesa, i vescovi di Roma dopo essere stati eletti continuavano ad usare i loro nomi di battesimo. L'usanza di scegliere un nuovo nome risale probabilmente al 533 con l'elezione di Mercurio il quale, portando il nome del dio pagano, non lo ritenne appropriato per un papa. Scelse quindi il nome Giovanni II. Dalla fine del X secolo, il papa tradizionalmente sceglie per sé un nuovo nome durante il pontificato, anche se fino al XVI secolo alcuni continuarono ad utilizzare i loro nomi di battesimo.
L'ultimo pontefice a mantenere il nome di nascita fu Marcello II nel 1555, una scelta considerata anche allora eccezionale. I nomi prescelti dai papi non sono basati su alcun sistema se non su generici titoli onorifici. Ad esempio, sono stati scelti in base ai nomi di immediati predecessori, di mentori, di somiglianze politiche o perfino di famigliari, come accade con Giovanni XXIII. Occorre comunque precisare che la pratica di poter scegliere come nome pontificale il proprio nome di battesimo non è stata formalmente vietata e pertanto i futuri papi potrebbero decidere di continuare ad utilizzare i loro nomi di battesimo anche dopo essere stati eletti.
Spesso la scelta del nome da parte del nuovo papa all'atto della sua elezione è vista come una sorta di "dichiarazione programmatica" con la quale egli indica al mondo a chi tenterà di ispirare il suo pontificato o quali politiche cercherà di attuare. Così è avvenuto con Benedetto XVI che il 27 aprile 2005, in occasione della sua prima udienza generale in piazza San Pietro, spiegò le ragioni della scelta del nome; voleva riallacciarsi idealmente «al venerato pontefice Benedetto XV, che ha guidato la Chiesa in un periodo travagliato a causa del primo conflitto mondiale», e anche alla «straordinaria figura del grande "Patriarca del monachesimo occidentale", San Benedetto da Norcia».
Non vi è mai stato un papa Pietro II: anche se non esiste una specifica proibizione al riguardo, gli eletti al soglio pontificio si sono sempre astenuti dall'adottare questo nome. Ciò a causa della tradizione secondo cui tale onore spetterebbe solo a San Pietro. Nel X secolo, Giovanni XIV adottò tale nome pontificale perché il suo nome di battesimo era Pietro. Benché alcuni antipapi abbiano effettivamente preso il nome di Pietro II, essi non sono riconosciuti dalla Chiesa cattolica romana tradizionale, e ciascuno di costoro ebbe solo un minuscolo seguito che riconobbe le loro pretese.
Probabilmente a causa del controverso antipapa Giovanni XXIII, i pontefici evitarono di assumere Giovanni come nome di regno per oltre 500 anni, fino all'elezione dell'altro Giovanni XXIII. In effetti, subito dopo la sua elezione nel 1958, vi fu un po' di confusione se dovesse essere chiamato Giovanni XXIII o Giovanni XXIV.
Nel 1978, Albino Luciani divenne il primo papa ad usare due nomi, quando assunse il nome di Giovanni Paolo I per onorare sia Giovanni XXIII che Paolo VI. Poco più di un mese dopo l'inaspettata morte di Giovanni Paolo I, Karol Wojtyła prese il nome Giovanni Paolo II per onorare il predecessore.
Anche gli antipapi hanno nomi del regno, e usano il numero ordinale per indicare la loro posizione nella linea dei precedenti pontefici con lo stesso nome.

## Regno Unito
Sebbene la maggior parte dei monarchi del Regno Unito abbiano usato il loro nome di battesimo come nome del loro regno, in tre occasioni alcuni sovrani hanno derogato a tale tendenza: la regina Vittoria fu battezzata Alessandrina Vittoria, ma ebbe il titolo di principessa Vittoria dalla nascita e salì al trono con quel nome. Quando il figlio di Vittoria, il principe Alberto Edoardo, principe di Galles, divenne re nel 1901, assunse il nome di regno Edoardo VII, in sfida al desiderio della sua defunta madre che i suoi discendenti governassero indefinitamente con la doppia denominazione Alberto-[Nome]. Il nuovo re dichiarò di scegliere il solo nome Edoardo in quanto nome onorato, portato da sei dei suoi predecessori, e che non desiderava sminuire la condizione di suo padre, al quale soltanto tra i reali avrebbe dovuto essere associato il nome Alberto. Nel 1936, dopo l'abdicazione di Edoardo VIII, il principe Alberto, duca di York, salì al trono come re Giorgio VI al fine di continuare la tradizione di Edoardo VII di non usare il titolo di re Alberto e di portare avanti il nome del padre Giorgio V. Il nome di Giorgio valeva in tutti i Dominion dell'Impero britannico in quanto, a quel tempo, la legislazione che regolava il nome del sovrano britannico era anteriore allo Statuto di Westminster del 1931 e si applicava ancora immutata nei Dominion.

## Reami del Commonwealth
Nel 1952, all'atto della sua ascesa ai troni di ciascuno dei reami del Commonwealth, quando alla principessa Elisabetta, duchessa di Edimburgo, fu chiesto da Martin Charteris, allora suo Vice Segretario personale, come intendesse essere chiamata da sovrana, ella replicò: "Oh, con il mio nome; che altro?" Questo dissipò le speculazioni che avrebbe lasciato il nome Elisabetta come possesso esclusivo della precedente sovrana la quale, in conseguenza della scelta dell'Elisabetta contemporanea, da allora in avanti fu conosciuta come Elisabetta I. Tuttavia, anche se la situazione era la stessa in ognuno dei reami della Regina oltre all'Inghilterra (tranne forse per il Canada), solo in Scozia il titolo di Elisabetta II suscitò controversie in quanto là non vi era mai stata una Elisabetta I. In un raro atto di sabotaggio, le nuove cassette postali della Royal Mail in Scozia, che portavano la cifra EIIR, furono oggetto di vandalismo, dopo di che, per evitare ulteriori problemi, le cassette postali ed i veicoli della Royal Mail in Scozia portarono solo la Corona di Scozia. Fu promossa una causa legale, MacCormick v. Lord Advocate (1953 SC 396), per contestare il diritto della Regina a fregiarsi del titolo di Elisabetta II dentro la Scozia, sostenendo che farlo sarebbe stata una violazione dell'Atto di Unione. La causa, tuttavia, fu persa in base alla motivazione che gli attori non avevano titolo per citare in giudizio la Corona, e anche che la numerazione dei monarchi era parte delle prerogative reali e, in quanto tale, non disciplinata dall'Atto di Unione.

## Nomi di regno nella finzione
- In Guerre stellari, gli abitanti di Naboo che entravano nella vita politica adottavano un "nome di Stato". Esso viene usato per le occasioni pubbliche e rappresenta l'onore e la dignità dell'ufficio che si sceglie. Padmé Naberrie adottò il nome Amidala. Il capo dei Mandaloriani tradizionalmente assumeva il nome Mandalore per sostituire il suo, ma questa pratica fu abbandonata. Anche coloro che divenivano Signori dei Sith adottavano un nuovo nome (di solito preceduto dal titolo "Darth"), e si dice che fossero diventati una persona diversa, il più famoso essendo Anakin Skywalker che divenne Dart Fener.
- A Ralph Jones (John Goodman) — il Re del Regno Unito nel film Sua maestà viene da Las Vegas — veniva chiesto dal suo segretario privato di prendere in considerazione di assumere un nome di regno. Ralph decise di tenere il suo nome originale.
- Quando Kiril Pavlovich Lakota (Anthony Quinn) è eletto papa nel film L'uomo venuto dal Kremlino, rompe con la tradizione e decide di continuare a farsi chiamare con il suo nome di nascita, divenendo così papa Cirillo I. Spiega di assumere quel nome in onore di San Cirillo.
- All'atto di ascendere ai troni di Gondor ed Arnor, Aragorn de Il Signore degli Anelli di J. R. R. Tolkien prende il nome Elessar (Quenya; Pietra degli Elfi), che gli era stato dato da Galadriel.
- Nell'universo dei Transformers, i capi degli Autobot spesso comandano sotto un nuovo nome. A3 comandava come Alpha Trion, Orion Pax come Optimus Prime e Hot Rod come Rodimus Prime. Tuttavia, chi riceve la Matrice di Comando Autobot spesso mostra un marcato cambio della personalità come pure della forma mutante del corpo; in quanto tale, prendere un nome diverso può essere dovuto al fatto di essere considerati entità separati.
- In Sailor Moon, il personaggio Usagi Tsukino era chiamato Principessa Serenity in una vita passata. Quando riacquista il suo rango regale, come sovrana di "Crystal Tokyo", cambia il suo nome in Neo-Regina Serenity.
- Nella serie Halo i tre Profeti Gerarchi dei Covenant assumono nuovi nomi all'atto di prendere la carica.[2]